# Benito Mercadé
Benito Mercadé y Fábregas, en catalán Benet Mercadé i Fàbrega (La Bisbal del Ampurdán, 6 de marzo de 1821-Barcelona, 10 de diciembre de 1897) fue un pintor español. 

## Biografía
Nació en la localidad gerundense de La Bisbal del Ampurdán en 1821. En 1838 se trasladó a Barcelona, donde trabajó como ayudante de zapatero y empezó a acudir a la Escuela de La Lonja, alternando su formación con el oficio de pintor ornamentista, dedicándose al daguerrotipo. Asistió a la Escuela de Bellas Artes de San Fernando de Madrid, donde fue discípulo de Carlos Luis de Ribera y Fieve.

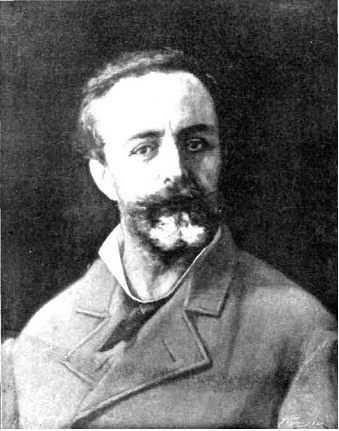
Autorretrato de Benito Mercadé, publicado en la revista La Ilustración Artística, de forma póstuma en 1898

Su primera exposición pictórica la realizó en 1852, un año más tarde se estableció en Madrid. Acudió a la Exposición Nacional de Bellas Artes de 1858 presentando las obras Colón en las puertas del convento de Santa María de la Rábida, pidiendo pan y agua para su hijo, que obtuvo mención honorífica de segunda clase, y El donoso y grande escrutinio que el cura y el barbero hicieron en la biblioteca del ingenioso hidalgo Don Quijote de la Mancha. A partir de esta exposición, Mercadé participó en la mayor parte de las Exposiciones Nacionales de Bellas Artes que tuvieron lugar entre 1858 y 1876. En la de 1860 obtendría premio de segunda clase, de tercera en 1862 y consideración de segunda clase en 1864. Consiguió el gran premio en la Exposición de París de 1866 con Traslación de San Francisco de Asís, que fue también primera medalla en la Exposición Nacional de Bellas Artes de 1867. Participó igualmente en exposiciones en Viena y Filadelfia. Falleció en la ciudad de Barcelona en 1897.
En 1863 se trasladó a Roma, donde se reunía en el Café Greco de Vía Condotti 86, con los pintores pensionados y literatos españoles que residían en la ciudad eterna, como  (Dióscoro Puebla, Casado del Alisal, Rosales, Palmaroli, Fortuny, y Alejo Vera Estaca). En 1869 volvió a Barcelona a causa de su delicada salud visual, no obstante en 1882 fue nombrado catedrático numerario de la Escuela de Bellas Artes de San Jorge de Barcelona, en la Escuela de la Lonja.
Recibió una influencia inicial del nazarenismo, siendo un ejemplo de esto su cuadro de 1858 Colón en La Rábida, —esta obra fue comprada por el Estado en 1859 y adquirida por el Museo Provincial de Gerona en 1876—, para pasar más tarde al realismo. Se centró en la temática histórica y religiosa: Las hermanas de la Caridad (1860), Los últimos momentos de fray Carlos Clímaco (1862), La iglesia de Cervara (1864), Traslación del cuerpo de San Francisco (1866). También cultivó el retrato —Retrato rojo de la señora Anita (1872) o Autorretrato (1880)— y el paisaje. Otras de sus obras son: La casa de maternidad en Barcelona, Velázquez premiado por Felipe IV, o Carlos V en Yuste.

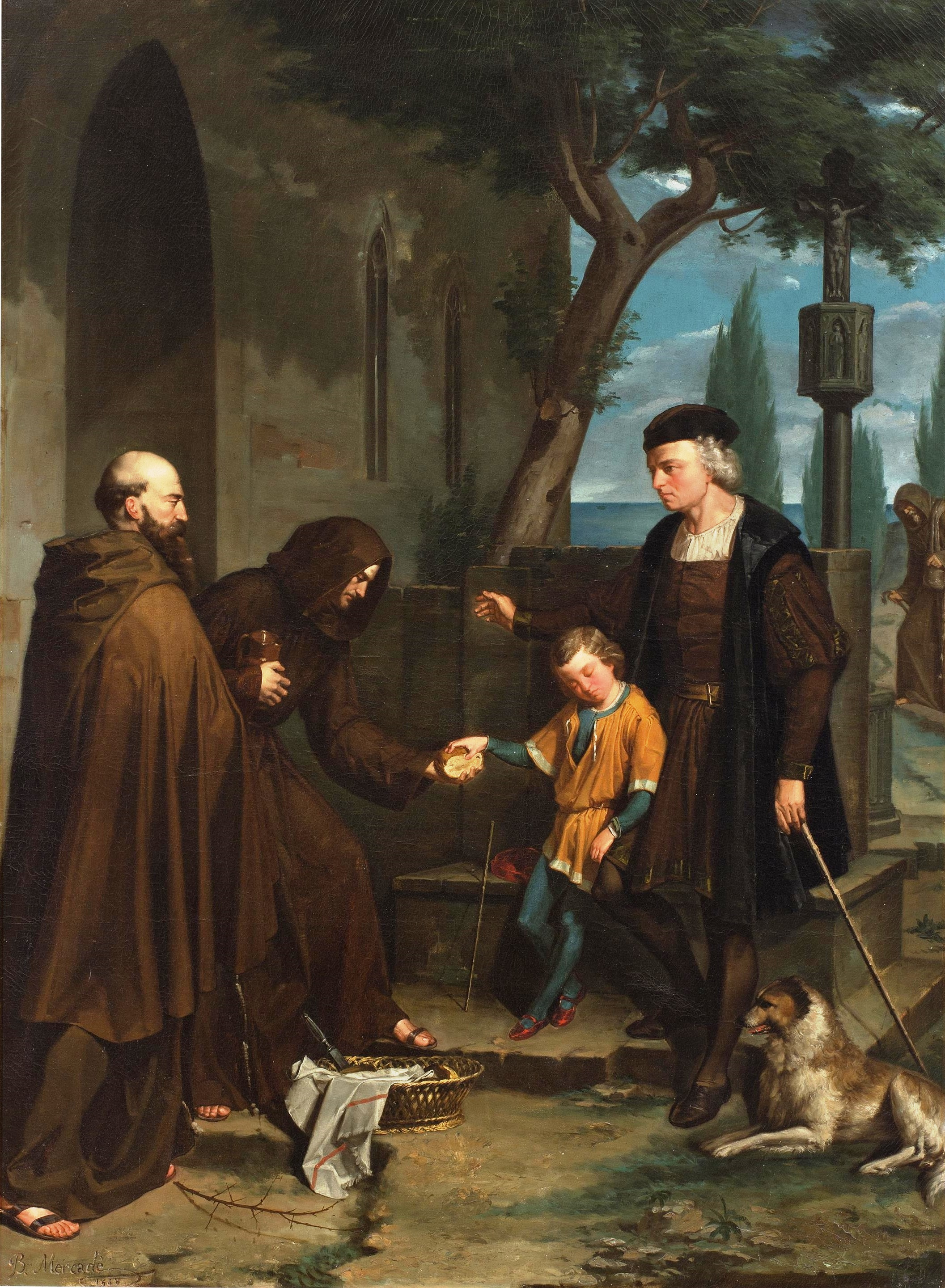
Colón en las puertas del... (1858)
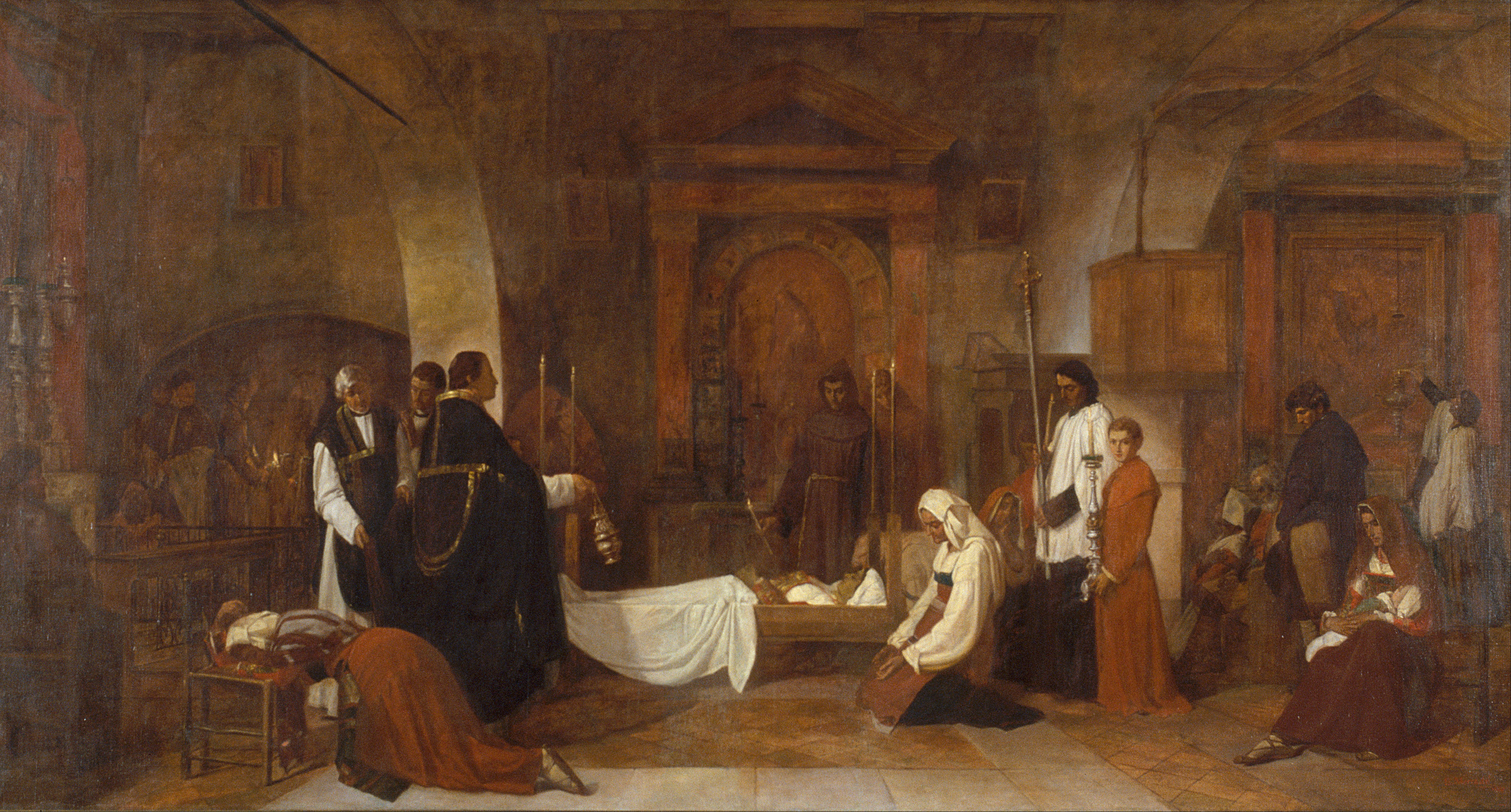
Iglesia de Cervara (Estados Pontificios) (1864)
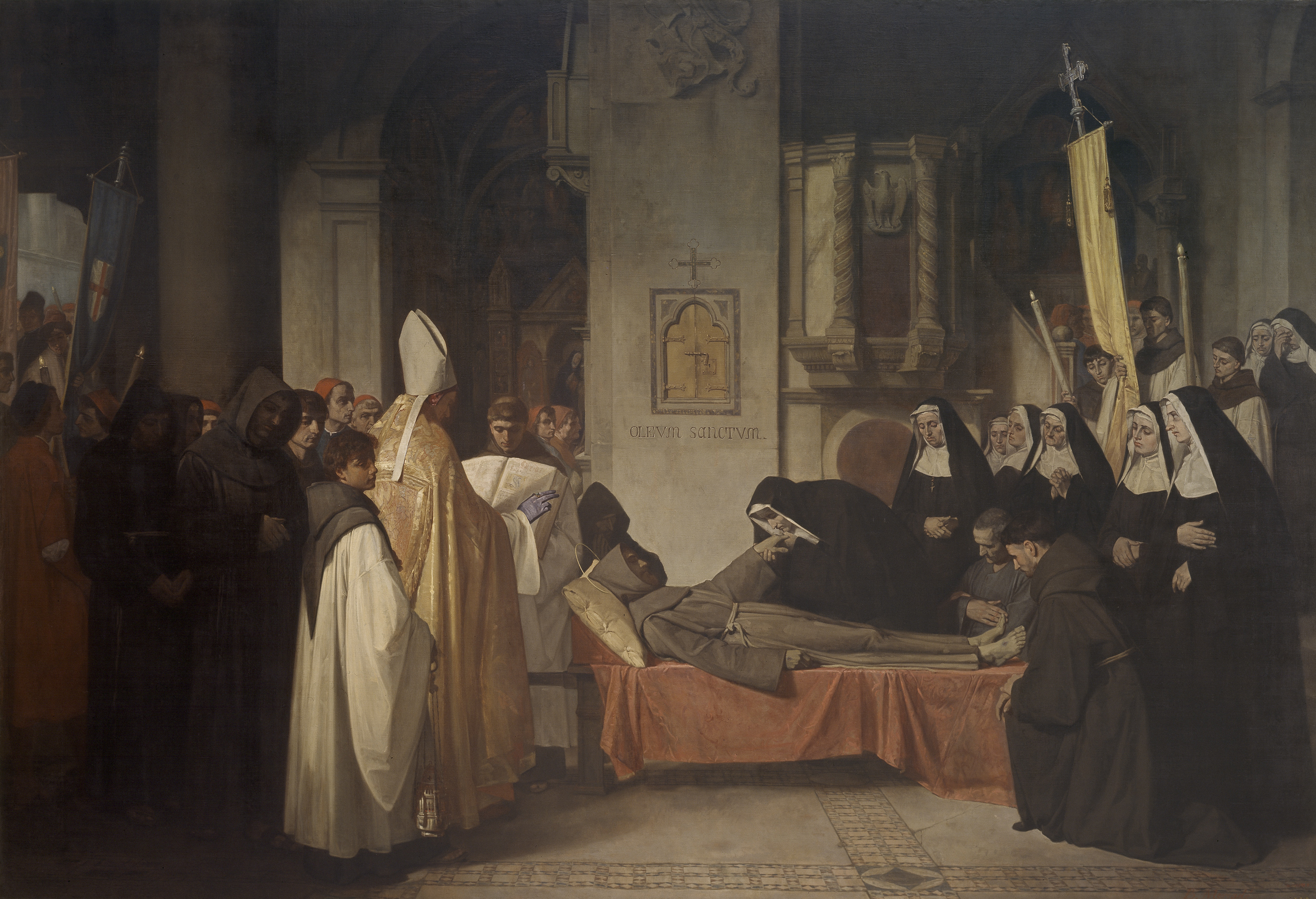
Traslación de San Francisco de Asís (1866)
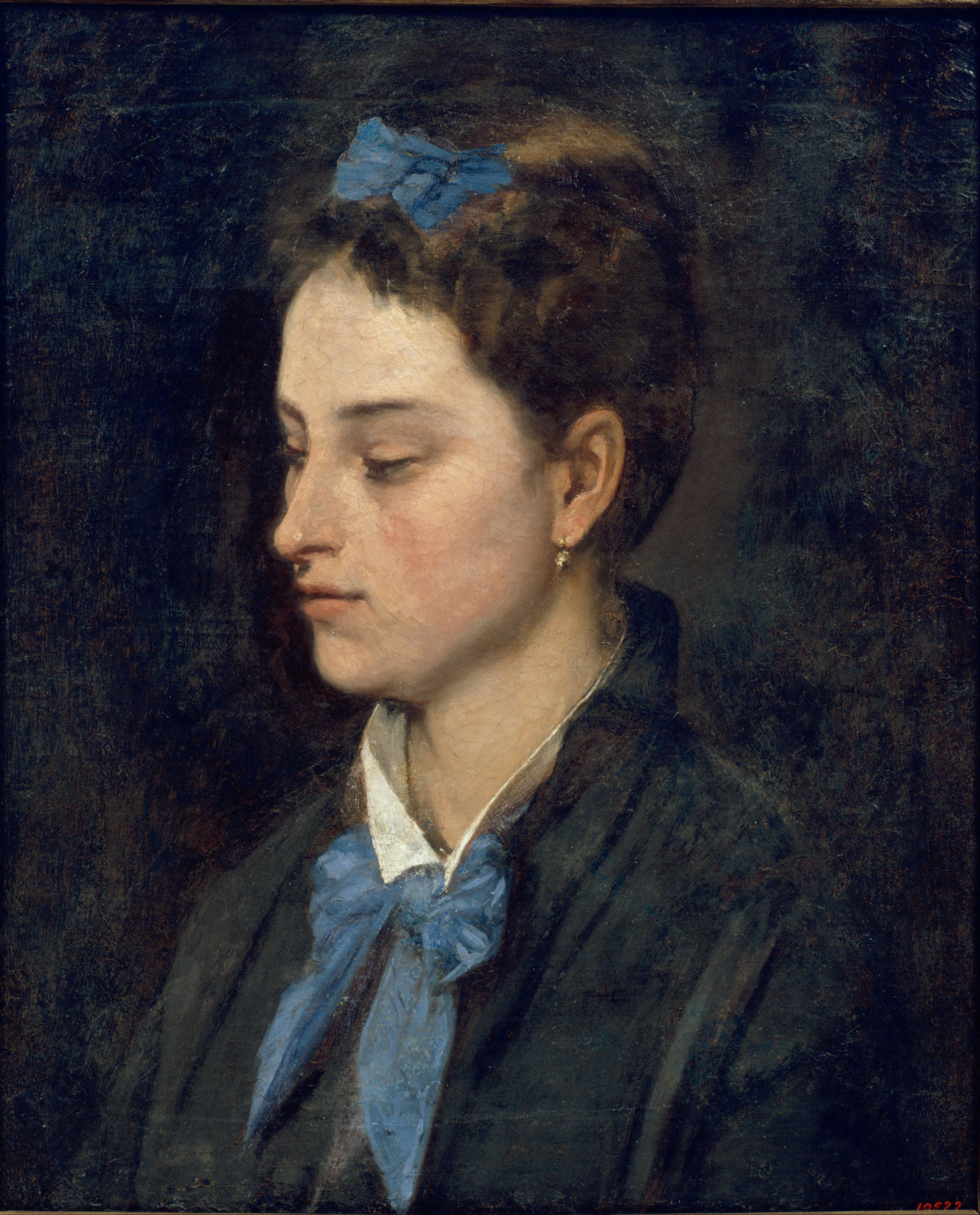
Retrato de Teresita con lazos azules (1872)
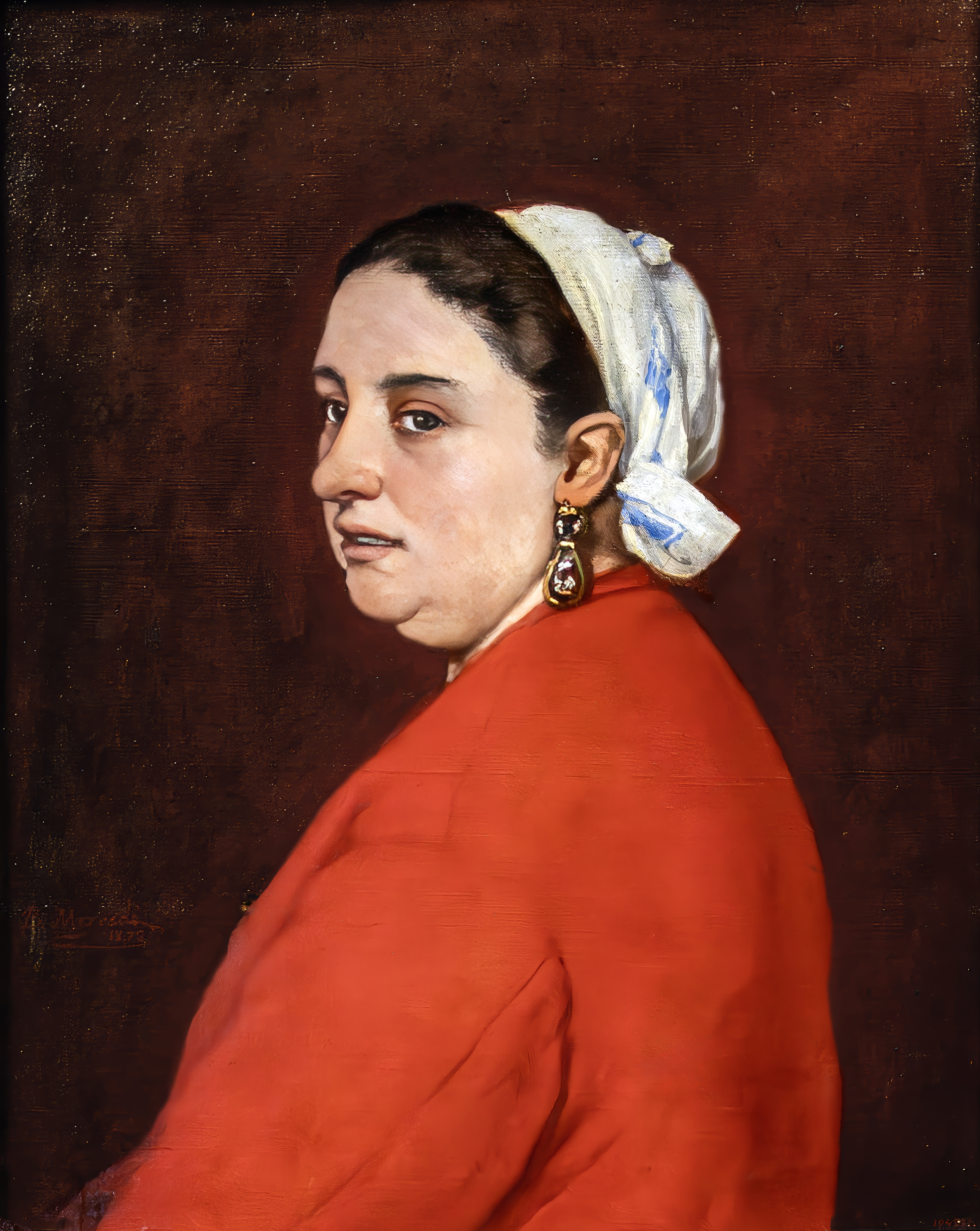
Retrato rojo de la señora Anita (1872)
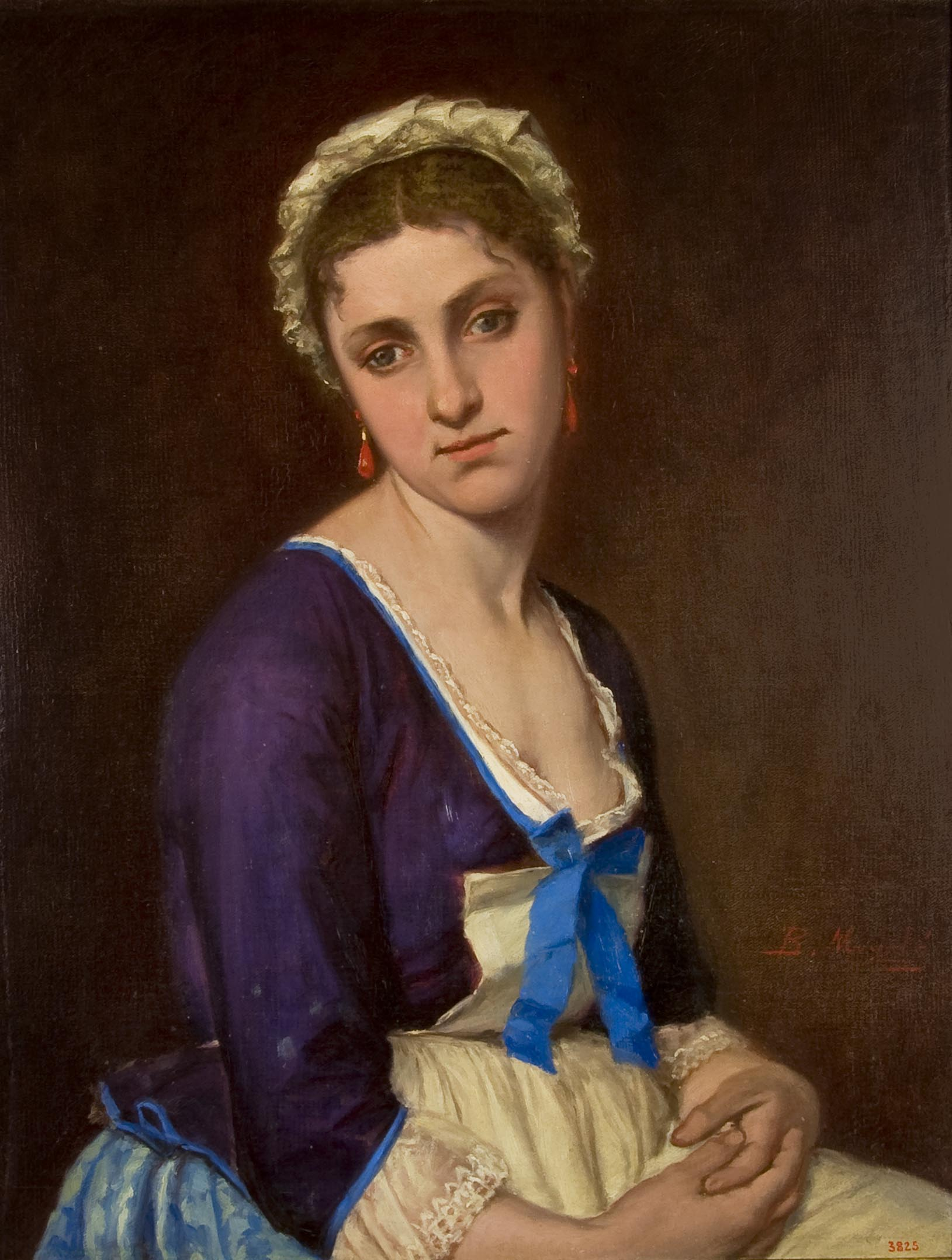
Retrato de una joven